# Mihai Costea (Fußballspieler, 1988)
Mihai Alexandru Costea (* 29. Mai 1988 in Drăgășani) ist ein rumänischer Fußballspieler.

## Karriere
Die Karriere Costeas begann bei CSM Râmnicu Vâlcea nahe seiner Heimatstadt. Zu Beginn des Jahres wechselte er zum FC Universitatea Craiova, der seinerzeit in der Divizia B, der zweiten rumänischen Spielklasse, vertreten war. In den ersten Jahren kam er nur selten zum Zuge und hatte deshalb nur geringen Anteil am Aufstieg 2006. Erst in der Rückrunde 2008/09 konnte er sich einen Stammplatz erkämpfen. Am Saisonende verpasste er mit seiner Mannschaft nur aufgrund des verlorenen direkten Vergleichs gegenüber Steaua Bukarest die Qualifikation zur Europa League.
Am Ende der Spielzeit 2010/11 musste Costea mit Universitatea Craiova in die Liga II absteigen, so dass er den Klub im Sommer 2011 verließ und zu Rekordmeister Steaua Bukarest wechselte. Mit seinem neuen Verein gewann er in der Saison 2012/13 erstmals die rumänische Meisterschaft. In der Spielzeit 2013/14 kam er lediglich auf einen Einsatz und hatte damit geringen Anteil an der Titelverteidigung. In der Spielzeit 2015/16 spielte er zunächst für den FC Voluntari, ehe er Anfang 2016 zu al-Ittihad in die Vereinigten Arabischen Emirate wechselte. Dort kam er auf einer fehlenden Spielberechtigung nur dreimal zum Einsatz. Seit Anfang 2017 stand er bei Fujairah SC unter Vertrag, den er 2018 Richtung al-Arabi verließ. Nach zwei Spielzeiten war er für FC Chindia Târgoviște, aktiv. Ed folgten Stationen in unterklassigen Ligen.

## Erfolge
- Rumänischer Meister: 2013, 2014
- Aufstieg in die Liga 1: 2006

## Privates
Mihai Costea ist der jüngere Bruder von Florin Costea (* 1985), mit dem er sowohl bei Universitatea Craiova als auch Steaua Bukarest zusammengespielt hat.